# بازده پایدار

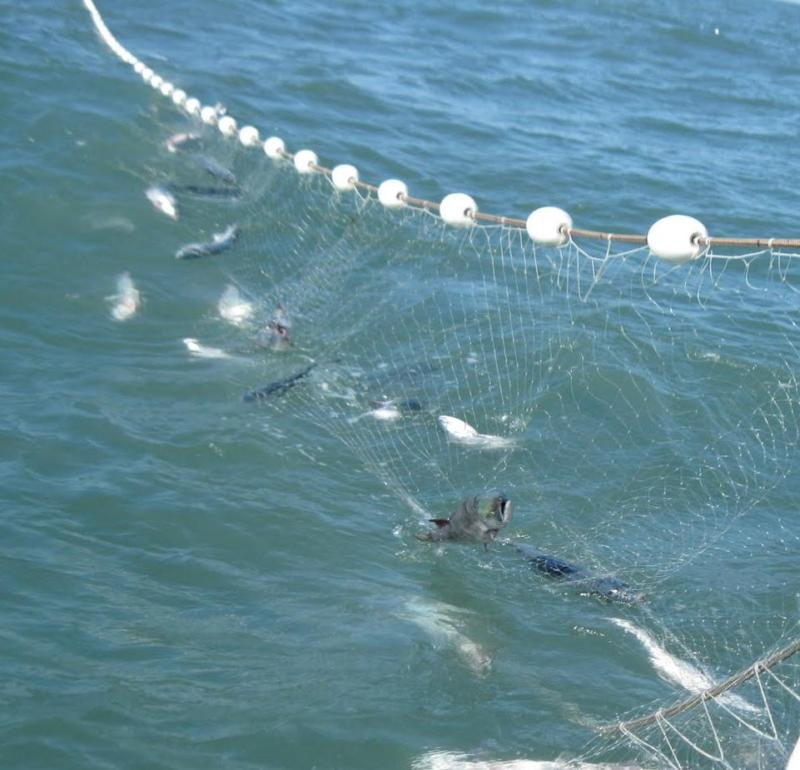
مدیریت شیلات از مفهوم بازده پایدار برای تعیین میزان برداشت ماهی استفاده می‌کند تا جمعیت ماهیان پایدار بماند.

بازده پایدار (به انگلیسی: Sustainable yield) در سرمایه طبیعی، بازده بوم‌شناختی است که می‌توان آن را بدون کاهش پایه خود استخراج کرد، یعنی مازاد مورد نیاز برای حفظ خدمات بوم‌سازگان در سطح یکسان یا افزایشی در طول زمان. این اصطلاح تنها به منابعی اشاره دارد که طبیعتاً تجدیدپذیر هستند زیرا استخراج منابع تجدیدناپذیر همیشه سرمایه طبیعی را کاهش می‌دهد. عملکرد پایدار یک منبع معین به‌طور کلی در طول زمان با نیازهای اکوسیستم برای حفظ خود تغییر می‌کند، به عنوان مثال جنگلی که به تازگی دچار سوختگی یا سیل یا آتش‌سوزی شده‌است، برای حفظ و استقرار مجدد به بازده بوم‌شناختی بیشتری نیاز دارد. جنگل بالغ در حالی که انجام این کار، بازده پایدار ممکن است بسیار کمتر باشد. اصطلاح بازده پایدار بیشتر در کاربردهای جنگل‌داری، شیلات و آب‌های زیرزمینی استفاده می‌شود.